# Elon Lindenstrauss
Elon Lindenstrauss (1 d'agost de 1970) és un matemàtic israelià, guanyador de la Medalla Fields de 2010 al Congrés Internacional de Matemàtics a Hyderabad, Índia.

## Carrera
Lindenstrauss va participar en el programa Talpiot i va estudiar a la Universitat Hebrea, on es va graduar en matemàtiques i física el 1991 i va obtenir el màster en matemàtiques el 1995. El 1999 va finalitzar el seu doctorat, amb una tesi titulada "Propietats entròpiques en els sistemes dinàmics", supervisada pel Professor Benjamin Weiss. Va ser membre de l'Institut d'Estudis Avançats de Princeton i assistent de càtedra a la Universitat Stanford. Des de 2003 fins a 2005, va ser membre del Clay Mathematics Institute i des de 2004 treballa com a professor en Princeton. En 2009, va assumir el càrrec de professor en l'Institut de Matemàtica de la Universitat Hebrea.
Lindenstrauss és el fill del famós matemàtic Joram Lindenstrauss, un dels creadors del lema Johnson–Lindenstrauss.

## Obra
Lindenstrauss treballa a l'àrea de la dinàmica, particularment en la teoria ergòdica i les seves aplicacions en la teoria de nombres. Al costat de Anatole Katok i Manfred Einsiedler va realitzar importants avanços en la comprovació de la conjectura de Littlewood.
Va aconseguir provar, en una sèrie de dos pamflets (un d'ells co-escrit amb Jean Bourgain) la conjectura de Peter Sarnak.
Recentment, al costat d'Einsiedler, Michel i Akshay Venkatesh, va estudiar distribucions tóriques d'òrbites periòdiques en alguns espais aritmètics, generalitzant teoremes prèviament publicats per Hermann Minkowski i Iuri Línnik.
Ha escrit llibres en col·laboració amb Jean Bourgain, Manfred Einsiedler, Barak Weiss i Shahar Mozes.

## Premis
- El 1988, Lindenstrauss va representar a Israel en l'Olimpíada Internacional de Matemàtica i va guanyar una medalla de bronze.
- Durant el seu servei en les Forces de Defensa d'Israel, va obtenir el premi atorgat per aquest cos.
- El 2003, va guanyar el Premi Salem en conjunt amb Kannan Soundararajan.
- El 2004, va guanyar el premi atorgat per la Societat Matemàtica Europea.
- El 2008, va guanyar el Premi Memorial Michael Bruno.
- El 2009, va guanyar el Premi Erdos.
- El 2009, va guanyar el Premi Fermat.
- El 2010, es va convertir en el primer israelià que va guanyar la Medalla Fields, pels seus assoliments en el mesurament de la rigidesa en la teoria ergòdica, i les seves aplicacions en la teoria de nombres.[3]